# 假如女兒沒有跳下去
《假如女兒沒有跳下去》是由李光興對女兒李菁的離去百般思念，透過女兒遺下的博客重新聆聽她的心底話，寫下超過一千零一封的家書，節錄而成。
此外，此書同時記下自殺者一家如何努力走出陰霾，將悲憤化作幫助聾人及弱聽人士的動力。

## 成書背景
2008年李光興的二女兒李菁，因弱聽飽受歧視，跳樓自殺，他的心自此劃上一道難以癒合的傷口。
及後他因為思念二女兒，學習撰寫博客，在二女兒遺下的網誌《凝望》，給逝世的二女兒寫下超過一千零一封家書。
同時為了防止類似悲劇重演，與李菁生前好友邵日贊創辦「龍耳」慈善團體，旨在幫助聾人及弱聽人士解決就學及就業困難，並喚起社會大眾對聾人及弱聽人士的關注，努力創建聾健共融的和諧社會。
他寫下此書，是希望世人知道，自殺不能了結一切，希望讀者在此以外突破生命的難關，重燃希望。

## 傳媒訪問
在2013年12月16日，商業電台節目「讀賣Sunday」介紹此書，講述他的成書過程。
在2014年3月21日，李光興接受傳媒訪問時表示，其女兒自殺前幾個月，情緒變化很大，例如為小事而大聲哭泣，也曾到撒瑪利亞防止自殺會求助，但無人發現她已患抑鬱症。他續稱，女兒自殺令他深感內疚，他早前更萌生跳樓自殺念頭，他曾致電社會福利署求助，職員卻叫他一星期內到該署登記，最後致電勞工及福利局求助，才不致慘劇發生。
他亦向傳媒表示把女兒自殺對他的衝擊，寫成此書，送給特首梁振英、食物及衞生局局長高永文和張建宗，期望喚起香港政府對抑鬱症的關注，培訓更多精神科醫生。
2016年3月，5日內發生4宗學生自殺事件，驚人數字再次刺痛他的心。

## 奖项
此書入圍由香港電台文教組及香港出版總會有限公司合辦，康樂及文化事務署協辦的《第七屆香港書獎》。
此書榮獲由香港教育專業人員協會及康樂及文化事務署舉辦第 26 屆中學生好書龍虎榜的「十本好書」之一。

## 外部連結
- 大眾網上書店 - 《假如女兒沒有跳下去》書本介紹 （页面存档备份，存于）
- 讀後感 幾個人，讀書後，有話想說。 （页面存档备份，存于）
- 寫字… 美智 讀書報告 （页面存档备份，存于）